# Sean Kingston (álbum)
"Sean Kingston" é o álbum de estréia de Sean Kingston, foi lançado em 31 de Julho de 2007 e foi produzido por J. R. Rotem.
| Críticas profissionais                                                      | Críticas profissionais |
| Avaliações da crítica                                                       | Avaliações da crítica  |
| Fonte                                                                       | Avaliação              |
| --------------------------------------------------------------------------- | ---------------------- |
| All Music Guide                                                             | [ 1 ]                  |
| Yahoo!                                                                      | [ 2 ]                  |
| Esta tabela precisa de ser acompanhada por texto em prosa. Consulte o guia. |                        |

## Faixas
| #  | Título                                                              | Duração |
| -- | ------------------------------------------------------------------- | ------- |
| 1  | "Intro"                                                             | 0:34    |
| 2  | "Kingston"                                                          | 3:28    |
| 3  | "Take You There"                                                    | 3:57    |
| 4  | "Me Love"                                                           | 3:24    |
| 5  | "Beautiful Girls"                                                   | 4:02    |
| 6  | "Dry Your Eyes"                                                     | 3:32    |
| 7  | "Got No Shorty"                                                     | 3:22    |
| 8  | "There's Nothin'" (featuring Paula DeAnda)                          | 3:57    |
| 9  | "I Can Feel It" (featuring Phil Collins)                            | 3:27    |
| 10 | "Drummer Boy"                                                       | 3:37    |
| 11 | "Your Sister"                                                       | 3:30    |
| 12 | "That Ain't Right"                                                  | 3:41    |
| 13 | "Change"                                                            | 3:38    |
| 14 | "Colors 2007" (Remix)1 (featuring Kardinal Offishall & Vybz Kartel) | 4:34    |

1 Faixa Bônus